# Realidad artificial
«Realidad artificial» fue el término que utilizó Myron W. Krueger para describir sus entornos inmersivos e interactivos, basados en técnicas de reconocimiento de vídeo, que ofrecían al usuario contacto total y sin estorbos con el mundo digital. Empezó este trabajo a finales de los años 60 y es considerado una figura clave para la innovación temprana de la realidad virtual. Su primer libro, Artificial Reality, fue publicado en 1983 y actualizado en 1991 con el título de Artificial Reality II (ambos publicados por Addison-Wesley).
En el lenguaje moderno, el término «realidad artificial» se suele usar para describir una realidad virtual que es indistinguible de la realidad. Es lo que la distingue del término «realidad virtual», que se suele aplicar a la tecnología que es como la realidad pero fácilmente identificable como una simulación. 